# Strada statale 693 dei Laghi di Lesina e Varano
La strada statale 693 dei Laghi di Lesina e Varano (SS 693), meglio nota come strada a scorrimento veloce (SSV) del Gargano è un'importante strada statale, recentemente classificata. La strada si presenta ad una corsia per senso di marcia affiancata da banchine transitabili, sprovvista di intersezioni a raso e con qualche accesso privato. Dal 13 maggio 2005, la strada a scorrimento veloce del Gargano è stata classificata come strada statale 693 dei Laghi di Lesina e Varano e la sua lunghezza è stata calcolata in 60,400 km.

## Storia

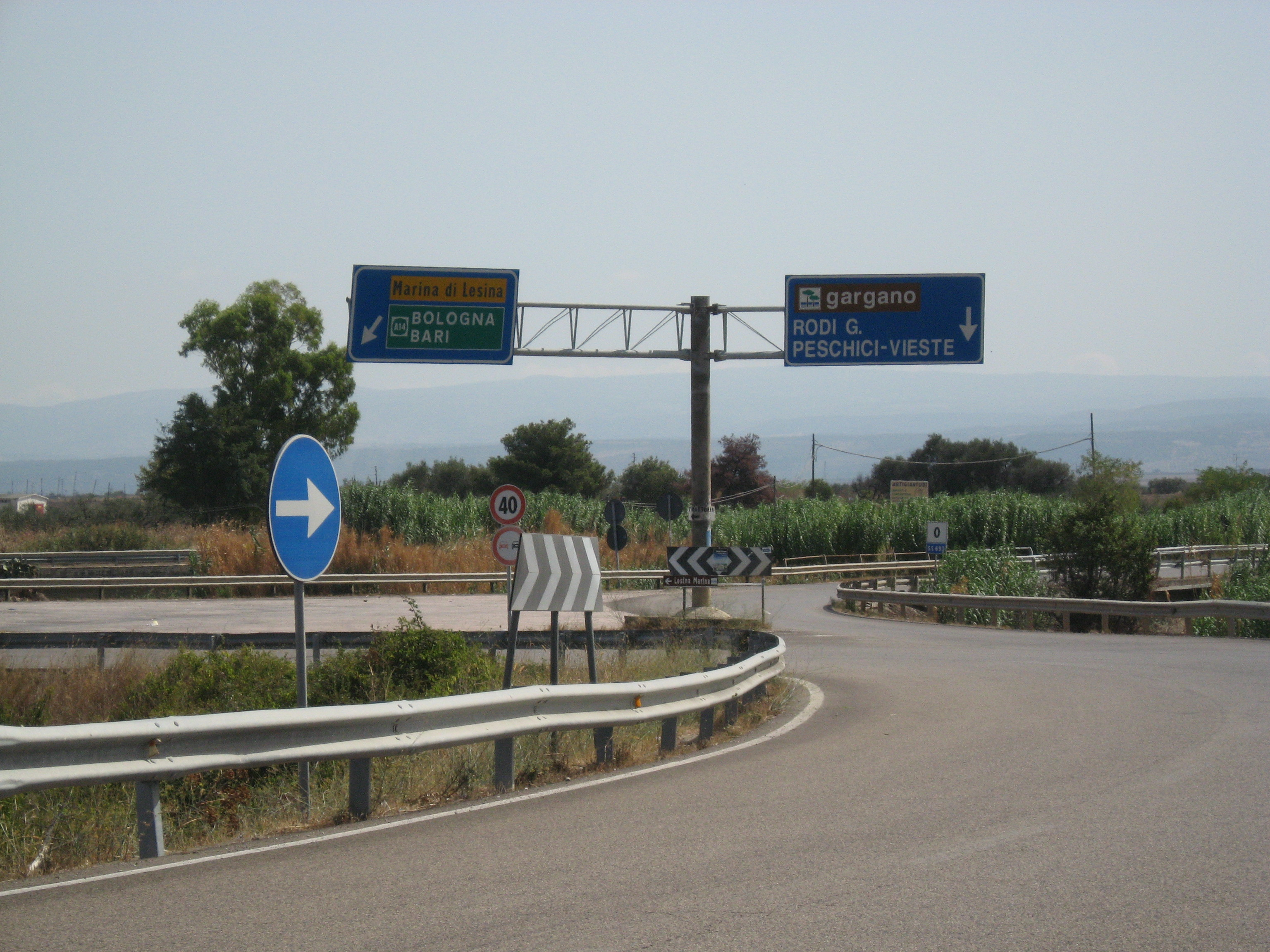
Visuale del chilometro 0 visto da chi proviene dalla A14

È la più fluida arteria stradale di penetrazione nel territorio del Gargano, collegando la rete autostradale italiana alle località settentrionali del promontorio, terminando nei pressi di Vico del Gargano. La strada si snoda essenzialmente lungo l'asse ovest-est. Originariamente quando manteneva ancora la denominazione SSV del Gargano l'arteria giungeva fino al bivio per Ischitella e Rodi Garganico, successivamente mediante la costruzione di viadotti e lo scavo di gallerie, si è provveduto al suo prolungamento fino all'innesto, presso Vico del Gargano, con la strada statale 750 della Foresta Umbra e la strada provinciale 144 della Foresta Umbra (entrambe costituenti il tracciato della ex strada statale 528 della Foresta Umbra).
Prima della sua costruzione l'unico collegamento del cosiddetto Sperone d'Italia con le zone interne della penisola era rappresentato dalla strada statale 89 Garganica, la quale però ha un percorso tortuoso e costringe all'attraversamento di quasi tutti i centri abitati del promontorio rendendo particolarmente dispendioso in termini di tempo il raggiungimento delle località più orientali. La rete ferroviaria non rappresentava (e non rappresenta) una valida alternativa, poiché costituita dall'unico binario delle Ferrovie del Gargano che peraltro termina in località Calenella presso Peschici.
Proprio l'idea alla base della costruzione della SSV del Gargano era quella di creare una congiunzione ad anello da San Severo a Foggia avendo come punto estremo orientale Vieste. In tal senso bisogna osservare che di questo anello la SS 693 rappresenta il primo tratto, e l'ammodernamento della SS 89 tra Foggia e Manfredonia e la costruzione in tempi recenti della strada statale 688 di Mattinata fino a Mattinatella ne rappresentano la parte conclusiva. Il collegamento quindi tra Vico del Gargano, Peschici, Vieste e Mattinata risulta garantito solo dalla già citata SS 89 o dalle strade provinciali litoranee (SP 52 Vieste-Peschici, SP 53 Vieste-Mattinata), entrambe molto tortuose e che costringono all'attraversamento di Vieste. A tal proposito un primo intervento risolutivo potrebbe essere quello di prolungare la Strada statale 693 fino alla località Mandrione nel comune di Vieste che attualmente è in fase di studio.
Sebbene la nomenclatura risalga già al 2005, solo col decreto del presidente del Consiglio dei ministri dell'8 luglio 2010 è stata formalizzata la sua classificazione; l'itinerario che la caratterizza è il seguente: "Casello di Poggio Imperiale dell'A 14 - Lago di Lesina - Innesto con la SS 750 e con la S.P. 144, presso Vico del Gargano".

## Percorso

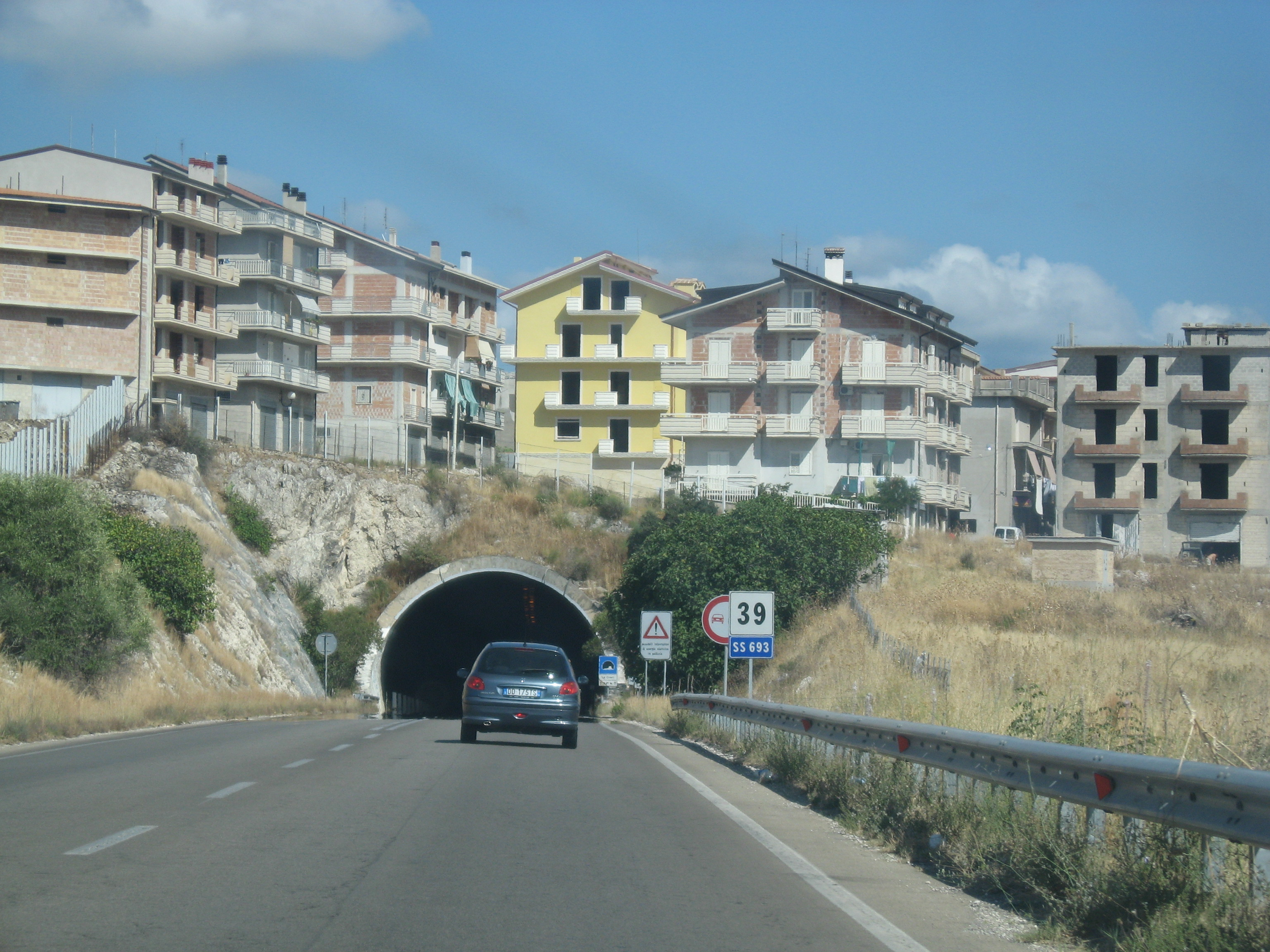
Imbocco della galleria Le Croci sotto Cagnano Varano all'altezza del km 39 provenendo da Lesina

La strada parte da una rotonda che si collega alla strada statale 16 Adriatica con la provinciale Lesina-Ripalta, alla Marina di Lesina e all'A14, con il casello di Poggio Imperiale-Lesina. La strada si presenta rettilinea e pianeggiante nel suo tratto iniziale di una ventina di km, dove lambisce sul lato settentrionale Lesina e il lago omonimo e sul lato meridionale i centri di Poggio Imperiale e Apricena (con le sue note cave di pietra) raggiungibili mediante 2 svincoli compresi nei primi 10 km di questa superstrada.
Con lo svincolo di San Nicandro Garganico si abbandona il lago di Lesina e la strada sfiora i 200 m s.l.m. poco prima di San Nicola Varano. Da questo punto in poi la strada è costeggiata sul lato meridionale dal binario delle Ferrovie del Gargano e dalla SS 89. La strada quindi continua a mantenersi sulla quota di 150–200 m s.l.m. curvando verso destra e si può apprezzare sul lato settentrionale la vista del lago di Varano. La strada quindi supera l'abitato di Cagnano Varano in galleria a circa 40 km dall'A14, per poi ridiscendere nuovamente e curvare a sinistra sul lato sud-est del lago. Superato lo svincolo di Carpino la strada procede verso il territorio di Rodi Garganico e si allontana dal lago di Varano. Da qui è possibile raggiungere la SS 89 con il primo innesto per Rodi Garganico al km 52.
Da qui la strada continua a salire sfiorando quote prossime ai 400 m s.l.m. virando verso destra e si arriva al secondo collegamento per Rodi Garganico sempre arrivando alla SS 89 ma è anche possibile arrivare a Ischitella in un paio di km. La strada prosegue infine rettilinea fino ad innestarsi nella SP 144 dalla quale è possibile in direzione nord raggiungere la costa e la SS 89 che funge quindi da litoranea, mentre in direzione sud si possono raggiungere il borgo di Vico del Gargano, la foresta Umbra e anche Monte Sant'Angelo.
Dell'importanza di questa arteria si è già accennato, importanza che ovviamente aumenta nel periodo estivo quando i centri costieri del Gargano diventano meta di numerosi turisti. Soprattutto per questo le amministrazioni locali premono per il completamento dell'asse viario veloce tra Vico del Gargano e Mattinatella, cosa che implica il passaggio attraverso la foresta Umbra incontrando il parere contrario delle associazioni ambientaliste.

## Tracciato
| dei Laghi di Lesina e Varano | |      |
| Tipo                         | Indicazione | km   |
|                              | A14 Bologna - Taranto svincolo Poggio Imperiale - Lesina                                                                        | 0    |
|                              | Adriatica Termoli - San Severo - Foggia                                                                                         | 0    |
|                              | Marina di Lesina | 0    |
|                              | Area di servizio Agip | 1,8  |
|                              | Lesina - Poggio Imperiale cave di pietra - Lago di Lesina                                                                       | 2,7  |
|                              | Apricena - Foggia San Severo - San Marco in Lamis - Santuario San Nazario                                                       | 11,0 |
|                              | Area di servizio P.I. | 17,3 |
|                              | San Nicandro Garganico - Litoranea SP41 Litoranea - Torre Mileto - Lago di Varano - Posto Capoiale - Isola Varano - Foce Varano | 21,0 |
|                              | San Nicola Varano - SP42 - Porto di Capoiale - Lago di Varano                                                                   | 26,5 |
|                              | Area di servizio Petrol Gas | 33,0 |
|                              | Cagnano Varano - SP43 - San Giovanni Rotondo - Grotte di San Michele - Lago di Varano                                           | 37,5 |
|                              | Area di servizio IP | 45,3 |
|                              | Carpino - Lago di Varano SP50 - Monte Sant'Angelo - San Giovanni Rotondo                                                        | 45,7 |
|                              | Foce Varano - Foce Varano - Rodi Garganico - Lido del sole SP51 Ischitella                                                      | 52,0 |
|                              | Rodi Garganico - Ischitella precedente fine della SSV del Gargano SP51bis                                                       | 56,6 |
|                              | Vico del Gargano - Peschici - Vieste ex SS528 Foresta Umbra San Menaio                                                          | 60,4 |